# Caprarica di Lecce
Caprarica di Lecce é uma comuna italiana da região da Puglia, província de Lecce, com cerca de 2.802 habitantes. Estende-se por uma área de 10 km², tendo uma densidade populacional de 280 hab/km². Faz fronteira com Calimera, Castri di Lecce, Cavallino, Lizzanello, Martignano, San Donato di Lecce, Sternatia.

## Demografia
| Variação demográfica do município entre 1861 e 2011                               |
|                                                                                   |
| Fonte: Istituto Nazionale di Statistica (ISTAT) - Elaboração gráfica da Wikipedia |